# Paranisitra longipes
Paranisitra longipes är en insektsart som beskrevs av Lucien Chopard 1925. Paranisitra longipes ingår i släktet Paranisitra och familjen syrsor. Inga underarter finns listade i Catalogue of Life.